# Menura alberti
El ave lira de Alberto  (Menura alberti) es una especie de ave paseriforme de la familia Menuridae endémica de las selvas húmedas subtropicales del este de Australia. Se encuentra únicamente en una pequeña región fronteriza entre Nueva Gales del Sur y Queensland.
Es la más escasa de las dos especies de aves liras. Su nombre conmemora al príncipe Alberto, el consorte de la reina Victoria del Reino Unido. El ave lira de Alberto carece de las elegantes plumas en forma de lira de su pariente el ave lira soberbia y su área de distribución es mucho más reducida. Se estima que la población total de aves lira de Alberto es de solo 3500 individuos reproductores, y es el ave que tiene el área de distribución más pequeño del continente australiano. En el pasado se cazaba a las aves lira de Alberto para ser cocinadas en forma de empanadas o para usar las plumas de su cola para hacer gorros de cazador, o por simple vandalismo.

## Descripción

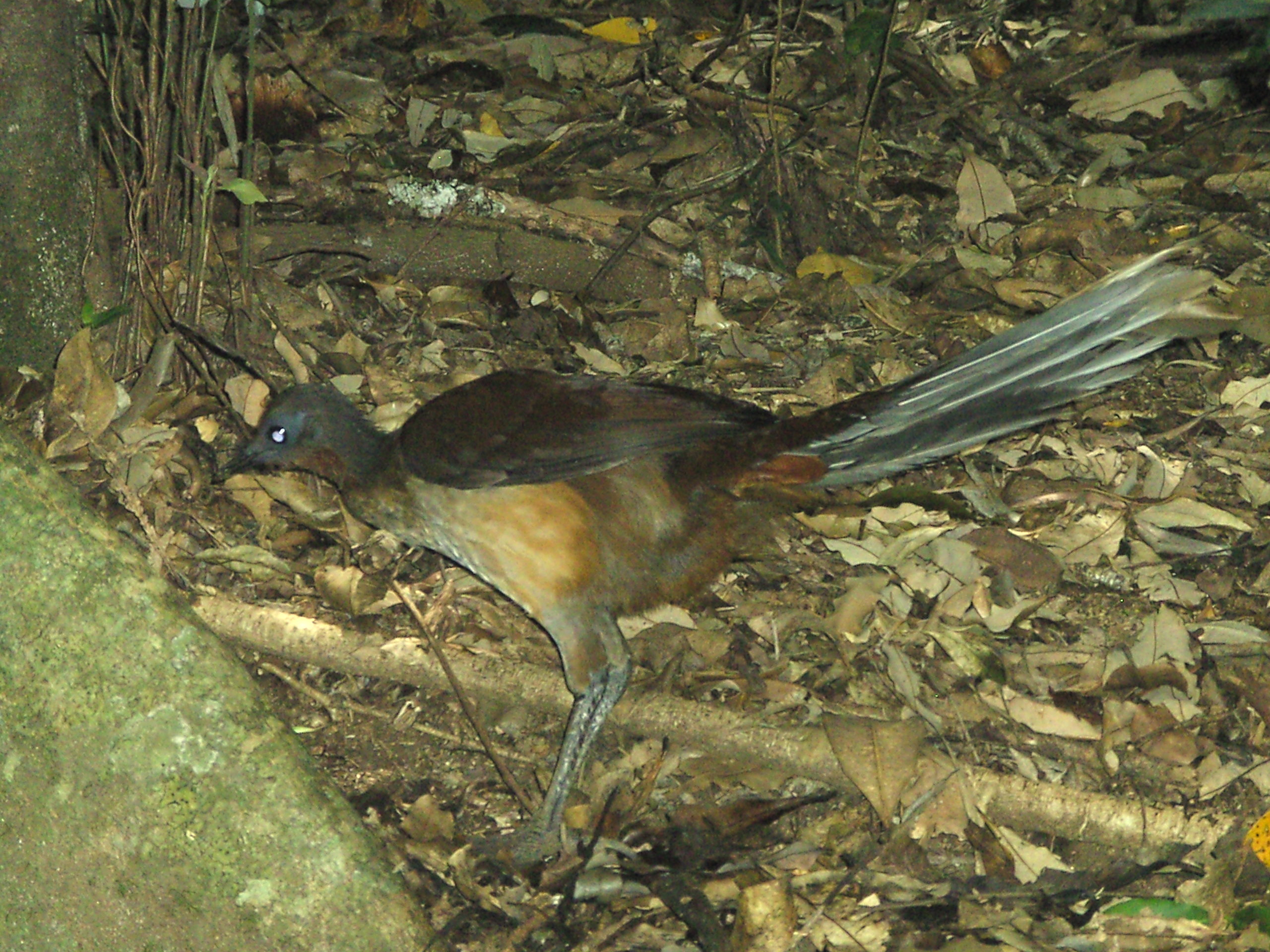
Hembra, monte Warning, Nueva Gales del Sur.

El ave lira de Alberto es un ave terrestre aproximadamente del tamaño de un faisán, la hembra alcanza unos 75 cm de largo y el macho 90 cm. Tiene una envergadura alar de entre 76–79 cm y pesa alrededor de 930 gramos. Es similar al ave lira soberbia, aunque su plumaje es predominantemente castaño, más rojizo en la espalda, garganta, obispillo y la base de la cola, con los flancos color crema blanquecino y la cabeza grisácea. Su pico es negro, y sus ojos son pardos o negros, rodeados por un ancho anillo gris azulado. Sus patas son de color gris parduzco o negruzcas.
Los dos sexos tienen un aspecto similar excepto por la forma de la cola. El macho tiene una espectacular cola compuesta por un par de plumas centrales rizadas de color castaño rojizo, seis pares de plumas largas filamentosas que son pardo negruzcas por la parte superior y grises por la inferior; y el par de plumas exteriores muy anchas y aplanadas pero de astil poco densa que también son pardo negruzcas por encima y grises por debajo. La cola de la hembra es más corta con plumas simples ligeramente menos alzadas y con apariencia menos apuntada cuando están plegadas. Está compuesta por un par de plumas centrales estrechas y afiladas y el resto planas y redondeadas, sin plumas filamentosas. Al caminar el macho lleva la cola alzada y se curva en su tramo medio.
Los juveniles están separados de los adultos a corta distancia. Se parecen a las hembras, pero se distinguen de ellas en que el color de su frente, garganta, parte frontal del cuello es más rojiza y uniforme, sus partes superiores son más claras y su obispillo y vientre tiene una textura de plumón más suave y sobre todo porque las plumas de su cola son más estrechas y apuntadas, sobre todo las centrales.

## Canto
Tanto esta especie como el ave lira soberbia poseen cantos enérgicos y flexibles donde mezclan sus propias llamadas con imitaciones de los cantos de otras aves en largas series sin interrupción. Comparado con el ave lira soberbia, el ave lira de Alberto limita su imitación a un espectro más pequeño de especies de aves, siendo las más frecuentemente imitadas el maullador verde y el pergolero satinado, además de los cinclosomátidos y los pericos rosellas.
Su garganta puede crear al momento sonidos profundos y resonantes, y cambiar rápidamente a trinos y notas altas y melodiosas, y cambiar de nuevo a sonidos estridentes. Uno de los pasajes de su canto empieza suave y se va elevando haciéndose más alto y claro, que se ha asociado con el aullido del dingo.
El macho canta durante muchas horas cada día durante el momento cumbre de la época de cría en invierno y son silenciosos el resto del tiempo. Cuando se asustan dan un grito estridente. Estas aves tímidas y evasivas son difíciles de ver incluso cuando cantan escondidos entre la densa vegetación de su hábitat con luz tenue ya que siempre son muy recelosas.

## Distribución y hábitat
La extensión del área de distribución del ave lira de Albert al parecer se ha reducido significativamente tras la colonización europea. Gran parte del hábitat del ave lira se taló y aclaró durante el siglo XIX.  Aunque la especie todavía era abundante en las tierras bajas a la llegada del siglo XX, el continuo aclarado de su hábitat desplazaron a la mayoría de las poblaciones a mayores altitudes, generalmente por encima de los 300 metros sobre el nivel del mar.
Los censos restringen actualmente a estas aves a varias zonas de montaña de la confluencia del extremo sureste de Queensland y el noreste de Nueva Gales del sur, quedando la mayor parte de su hábitat en reservas. Puede presentarse junto al ave lira soberbia. En Queensland el ave lira de Alberto se encuentra desde la montaña Tamborine y el parque nacional Springbrook en el este hasta los montes McPherson por el oeste. Existen poblaciones aisladas en los parques nacionales monte Burney y de la cadena principal. La población mayor se encuentra en la meseta Lamington. Antes se encontraban aves lira de Alberto desde los alrededores de Sunshine Coast y la cordillera D'Aguilar pero ha desaparecido de estas zonas. En Nueva Gales del Sur solo se encuentra en la remota región norteña de Northern Rivers, por los montes de la frontera el parque nacional Nightcap por el este, llegando por el oeste posiblemente hasta el parque nacional Koreelah. Hay una gran concentración en la zona del monte Warning. Todavía quedan poblaciones aisladas en las manchas de selva superviviente que llegan tan al sur como Wardell.
Estas aves prefieren la pluvisilva con un denso sotobosque de lianas y matorrales, o el bosque esclerófilo húmedo con un denso sotobosque de plantas de selve húmeda, incluida la selva templada. Ocasionalmente se registran en zonas en las que se mezclan el bosque de eucaliptos, con sotobosque mésico alrededor de los barrancos y laderas inferiores húmedas.
La composición de especies vegetales en estos bosques parece no ser importante salvo porque los doseles formados por eucaliptos siempre se asocian con mayores densidades de población que con las selvas que carecen de eucaliptos (en lugares con climas parecidos). Las densidades de las poblaciones aumentan en gradiente a medida que aumenta la lluvia y descender la temperatura media anual, al descender el índice de humedad la densidad de machos desciende y la población se ve confinada a los alrededores de los barrancos. Al comparar el bosque esclerófilo húmedo con la pluviselva de clima e índice de humedad equivalentes las mayores densidades de población siempre se encuentran en el bosque esclerófilo húmedo, lo que se asocia a una mayor cantidad de hojarasca y troncos por sus tasas más lentas de descomposición de la materia vegetal.
Los valles húmedos escarpados y otras zonas física o geográficamente protegidas del fuego probablemente les proporcionen un importante hábitat refugio.
El ave lira de Alberto generalmente se encuentra sola o en pareja, y raramente en grupos de tres. Es sedentaria, y generalmente permanece en la misma área todo el año. Los machos son territoriales durante la época de cría. Las hembras parecen tener sus propios territorios separados, que solapan parcialmente con los del macho, y los defienden como más por sus recursos alimenticios que por ser el centro de los lugares de apariamiento. Los datos sobre el tamaño del territorio solo se han registrado para los machos. El territorio de un macho generalmente se compone de 5-15 ha.

## Reproducción
Se desconoce el sistema de apareamiento del ave lira de Alberto; aunque se ha documentado el cortejo de apareamiento del macho. El macho usa una zona de terreno llano del que ha retirado todos los detritos del suelo, en lugar de un montículo de detritos que usa el ave lira soberbia. En la exhibición el macho alza su cola arqueándola hasta colocarla por encima de su cabeza, y entonces la baja gradualmente agitándola hacia adelante hasta que el ave cubre su cabeza con un velo de plumas filamentosas. No existen pruebas de que se mantengan lazos de pareja entre machos y hembras tras el apareamiento.
Se ha registrado que las puestas se producen de mayo a agosto en todo su área de distribución. Anida cerca de la copa de los árboles, generalmente en las zonas más oscuras del bosque. Generalmente sus nidos se localizan en zonas rocosas, en salientes, fisuras o huecos entre rocas, ocasionalmente en cuevas, acantilados o en barrancos rocosos y a veces cerca de las cascadas. También sitúa sus nidos en otros lugares como el suelo de grandes pendientes, en taludes o entre las raíces de las higueras, la base de las palmeras o los tocones, y entre la vegetación densa.
Las hembras anidan cerca del lugar que usaron el año anterior, y en ocasiones reutilizan el mismo nido. La hembra construye sola un nido redondeado con una entrada lateral, compuesto de palitos, hojas de helechos y palmeras, cortezas, forrado con musgo y otro material vegetal suave además de plumas. La construcción del nido puede durar al menos tres semanas. Su apariencia externa es la de una acumulación de detritos de la selva, lo que ayuda a camuflar el nido.
La puesta se compone de un solo huevo. Los huevos varían mucho en su color, y a veces de forma, pero generalmente son parduzcos o grises con motas y manchas. La hembra los incuba y alimenta al polluelo sin la ayuda del macho. El polluelo se desarrolla aproximadamente en cinco semanas y media. No se conocen los datos de éxito reproductivo pero se ha observado pero que solo crían una nidada por temporada.

## Alimentación
El ave lira de Alberto se alimenta principalmente de insectos (como los escarabajos) y sus larvas, y otros invertebrados del suelo. Generalmente se alimenta escarbando en el suelo, en especial en zonas donde hay mucha hojarasca húmeda o troncos caídos, pero ocasionalmente también se alimenta en las helechos epifíticos. Normalmente buscan alimento en áreas despejadas más que en las de densos arbustos pero cubiertas por un estrato más alto. Cuando buscan alimento escarban entre la hojarasca y los detritos para desenterrar a sus presas; mientras que las que se buscan entre las epifitas picotean y arañan el sustrato.

## Amenazas
En Nueva Gales del Sur están clasificadas como vulnerables y protegidas por la ley de especies amenazadas de 1995 del estado y en Queensland se clasifican como casi amenazadas según la ley de conservación de la naturaleza de 1992.
La mayor amenaza del ave lira de Alberto incluye el aprovechamiento forestal intensivo y la sustitución de su hábitat óptimo por plantaciones de especies aprovechables para el hombre como los eucaliptos y los pinos.  la invasión de las zonas taladas o hábitats dañados por maleza, especialmente compuesta por lantanas (Lantana camara), reduce la cantidad de hábitat disponible. También daña su hábitat la ganadería, y la expansión de las zonas urbanizadas cerca de su hábitat, la depredación de especies introducidas como los zorros rojos (Vulpes vulpes), los perros y gatos asilvestrados, y los perros y gatos domésticos cuando estas aves se localizan cerca de los asentamientos humanos.
Algunas poblaciones aisladas están amenazados simplemente porque son muy pequeñas y su densidad de población es menor que la que se ha estimado como óptima cerca de los asentamientos humanos.
El calentamiento global y sus efectos anticipados (cambios en el hábitat, alteración de la frecuencia e intensidad de los incendios) podría ser una amenaza potencial en el futuro para el ave lira y los grandes incendios podrían tener un gran impacto en toda su población.
Al estar confinada en área geográfica pequeña la especie está amenazada por acontecimientos como una sequía local severa que podría afectar a todos los individuos de su población.